# Næbfrø
Næbfrø (Rhynchospora) er en slægt med ca. 300 arter, der er udbredt i alle verdensdele undtagen Antarktis. Det er én- eller oftest flerårige, urteagtige planter med en løs, tueformet vækst. Stænglerne er trekantede eller runde i tværsnit. Bladene er grundstillede eller sidder få talligt op ad stænglerne. Bladbet er (bortset fra bladskeden) linjeformet og helrandet. Den endestillede blomsterstand består af flere aksagtige eller hovedagtige delstande. De enkelte blomster er enten alle tvekønnede, eller også er de nederste tvekønnede, mens de øverste er hankønnede eller sterile. Frugterne er nødder.
| Beskrevne arter |

- Hvid næbfrø (Rhynchospora alba)
- Brun næbfrø (Rhynchospora fusca)

| Andre arter |

- Rhynchospora caduca
- Rhynchospora ciliata
- Rhynchospora colorata
- Rhynchospora corniculata
- Rhynchospora corymbosa
- Rhynchospora elliottii
- Rhynchospora globularis
- Rhynchospora glomerata
- Rhynchospora gracilenta
- Rhynchospora inexpansa
- Rhynchospora knieskernii
- Rhynchospora latifolia
- Rhynchospora nervosa
- Rhynchospora nivea
- Rhynchospora tenuis